# Siliciumdioxid
Siliciumdioxid også kendt som silica er den kemiske samlebetegnelse for stoffer med sumformlen (SiO2). Stoffet tilhører gruppen af silikater. Krystallint SiO2 findes vidt udbredt som mineralet kvarts.
Siliciumoxid bruges som bæremateriale til bl.a. katalysatorer på samme måde som alumina og kaldes i denne forbindelse silica. Det ses også brugt som lakering på aluminium i f.eks. spektrofotometre for at hindre oxidation.
Siliciumdioxid benyttes som antiklumpningsmiddel i mange tørre fødevarer som forefindes på pulverform. Et eksempel er kakaodrik til opblanding i mælk. Virkningen hænger sammen med, at SiO2 virker udtørrende og derfor også bruges som fugtfjerner.
Silica-tabletter anvendes som kosttilskud, der især er gavnligt for hud, hår og negle, men også til styrkelse af immunforsvaret, slimhinder, knogler og bindevæv.